# Marquesado de González Besada
El Marquesado de González Besada es un título nobiliario español creado el 26 de julio de 1921 por el rey Alfonso XIII a favor de Carolina Giráldez y Fagúndez, viuda de Augusto González-Besada y Mein, muerto dos años antes, y que había sido varias veces Ministro de la Corona, Diputado a Cortes, etc.

## Marqueses de González Besada
|                           | Titular                            | Periodo                   |
| Creación por Alfonso XIII | Creación por Alfonso XIII          | Creación por Alfonso XIII |
| ------------------------- | ---------------------------------- | ------------------------- |
| I                         | Carolina Giráldez y Fagúndez       | 1921-1940                 |
| II                        | Carlos González-Besada y Giráldez  | 1940-1946                 |
| III                       | Augusto González-Besada y Giráldez | 1946-1961                 |
| IV                        | Augusto González-Besada y Estévez  | 1965-1998                 |
| V                         | Augusto González-Besada y Mateos   | 1999-actual titular       |

## Historia de los Marqueses de González Besada
- Carolina Giráldez y Fagúndez, I marquesa de González Besada.

1. Casó con Augusto González-Besada y Mein. Le sucedió su hijo:

- Carlos González-Besada y Giráldez († en 1946), II marqués de González Besada. Soltero. Sin descendientes. Le sucedió su hermano:

- Augusto González-Besada y Giráldez († en 1961), III marqués de González Besada. Le sucedió:

- Augusto González-Besada y Estévez (1922-1998), IV marqués de González Besada.

1. Casó con María Josefa Mateos Mate. Le sucedió su hijo:

- Augusto González-Besada y Mateos, V marqués de González Besada

1. Casado con Ana Isabel Perona Esteso.